# Dirigente arbitro
Il Dirigente arbitro, o conosciuto più comunemente come Arbitro di Base, o Direttore di gara di base, è il termine usato in Italia dalla FIGC o da vari Comitati indipendenti (CSI e simili), per identificare un dirigente di una società calcistica che per vari motivi è chiamato a sostituire l'arbitro ufficiale AIA nella copertura arbitrale di alcune gare delle categorie giovanili e amatoriali o considerate non ufficiali dalla stessa federazione, e permette quindi lo svolgimento di tutte quelle gare dove per via di questioni di budget oppure per cause di forza maggiore, non è possibile la designazione di un arbitro ufficiale federale AIA.

## Compiti e doveri
Il dirigente arbitro è chiamato a sostituire l'arbitro AIA nelle seguenti categorie giovanili:
- "Piccoli Amici" o "Primi Calci" (prima categoria del calcio, età calciatori 5-6-7-8 anni)
- Pulcini (età calciatori 8-9-10 anni)
- Esordienti (età calciatori 11-12-13 anni, ultima categoria non agonistica)

Si precisa che, in alcune realtà locali, gli "Esordienti" vengono arbitrati già da arbitri federali.
Il dirigente arbitro è stato introdotto per sopperire alla mancanza di arbitri FIGC e per "tagliare" gli elevati costi dell'attività di base, e permettere quindi lo svolgimento di tutte quelle gare per le quali non è possibile designare alcun arbitro.
Spesso, vista la giovane età dei giocatori (normalmente, non oltre i 13 anni di età), il dirigente arbitro non utilizza i cartellini gialli e rossi e talvolta ne è persino sprovvisto, sebbene il regolamento ne preveda l'utilizzo.
Egli ha quindi pieni poteri come un arbitro federale, potendo quindi decidere di sospendere o non iniziare una gara, di espellere o allontanare calciatori e dirigenti in caso essi non rispettino il regolamento.
Spesso il dirigente arbitro, essendo "solo" un dirigente di una delle due società, non ha seguito corsi specifici sul regolamento del calcio (come gli arbitri federali) ma, nel caso abbia il tesserino da allenatore, ha al massimo seguito i corsi per l'allenamento (che includono spiegazioni dei punti più importanti del regolamento) e proprio per questo motivo molte delegazioni provinciali della FIGC organizzano periodicamente dei corsi per dirigenti arbitri.
Il dirigente arbitro deve essere presente all'impianto di gioco, di norma, almeno 45 minuti prima dell'orario prefissato dell'inizio della gara. Durante la gara deve indossare un abbigliamento che lo distingua dalle due squadre e dai portieri.
Per la categoria "Esordienti" i dirigenti sono obbligati ad indossare la divisa della FIGC, mentre per i "Pulcini" ed i "Piccoli Amici" possono indossare anche la tuta sociale.
Negli ultimi anni, questa figura viene spesso considerata come un educatore che deve insegnare ai giocatori il fair-play e far rispettare il regolamento.
Alla fine della gara, il dirigente ha l'obbligo di compilare un referto, (praticamente uguale a quello di un arbitro FIGC) che deve far controfirmare ai dirigenti delle squadre perché esso sia valido a tutti gli effetti (mentre, nel caso di un arbitro FIGC designato, basta la sua sola firma perché esso sia un documento valido).
Questa figura è spesso malvista dagli spettatori (in genere genitori dei giocatori, visto l'età dei partecipanti alla gara) in quanto si pensa generalmente che il dirigente arbitro non sappia il regolamento (o lo sappia sommariamente) o che egli tenda a prendere decisioni a favore della propria squadra di appartenenza.
Questo ha provocato in passato e provoca ancora oggi, problemi sugli spalti, fino addirittura ad provocare alcune risse tra genitori che hanno portato anche alla sospensione della partita.
Per questo motivo, spesso nelle partite di "cartello" (per esempio derby, finali, spareggi e simili) o anche nelle partite "normali" di campionato, la società ospitante richiede la presenza di un arbitro FIGC regolarmente designato, oppure fa dirigere la gara ad un ex-arbitro federale AIA.
Il Dirigente arbitro rimane comunque in pianta stabile nelle categorie Pulcini e Piccoli Amici, anche se molto spesso tali gare vengono dirette dagli stessi allenatori.
Il Dirigente arbitro, per poter dirigere le gare, deve essere o un dirigente o un tecnico regolarmente tesserato, di norma, per la società ospitante (la "Locale"), che risulti regolarmente in carica, e quindi che non sia stato squalificato, inibito o sanzioni simili.
In caso in cui la società ospitante non sia in grado di fornire il "Dirigente Arbitro", la direzione della gara verrà affidata ad un dirigente o tecnico tesserato della società ospitata. Qualora neanche quest'ultima sia in grado di fornire il "dirigente arbitro", la gara non potrà avere inizio; non è infatti permesso che la gara venga arbitrata da una persona non tesserata (per esempio un genitore), e il Giudice Sportivo ne ordinerà la ripetizione, o in casi "gravi" potrà decidere di dare la gara persa a tavolino ad una od all'altra società.
Come per un "normale" arbitro FIGC, anche per il dirigente arbitro è previsto il "tempo d'attesa", cioè in caso di mancanza di esso, le due società prima di rinviare la gara devono attenderlo per un periodo pari alla durata di un tempo della gara (esempio: se un tempo dura 20 minuti, il tempo d'attesa è pari a 20 min.).

## Come si diventa dirigente arbitro
Per diventare dirigente arbitro occorre solamente tesserarsi in una società di calcio come dirigente e chiedere di arbitrare le gare dove questa figura è richiesta: infatti il regolamento FIGC, per la "qualifica" di dirigente arbitro, impone solamente una età minima (15 anni) e nient'altro.
Il regolamento prevede anche la possibilità che sia un calciatore, militante negli "Allievi" o "Juniores", ad arbitrare le gare degli "Esordienti", comunque sempre in divisa FIGC anche se molto spesso il dirigente arbitro si presenta con la divisa sociale.

## Accessori del dirigente arbitro
Come per un "normale" arbitro FIGC, gli accessori che consentono al dirigente di arbitrare la gara sono:
- Fischietto
- I cartellini Giallo e Rosso (obbligatori solo per gli Esordienti)
- Divisa Federale AIA/FIGC (obbligatoria solo per gli Esordienti)
- Taccuino
- Matita o penna
- Cronometro
- Moneta (anche se per il sorteggio non è necessariamente richiesta)

## Green Card
La Green Card (cartellino verde) è, dopo il rosso e giallo, il terzo cartellino in dotazione a un dirigente arbitro. La Green Card è stata creata appositamente per il settore di base e, al contrario del cartellino rosso e giallo, non serve per "punire" un giocatore che infrange il regolamento, bensì per "premiarlo". 
La Green Card viene estratta dal dirigente arbitro in seguito a un'azione di fair play (gioco corretto) o di good play (gioco buono), e il "destinatario" della Green Card viene annotato sul referto. 
Successivamente il giudice sportivo annoterà in vari registri i calciatori premiati dalla Green Card, e a fine stagione egli invierà agli organi competenti della FIGC i vari nominativi, che potranno essere premiati attraverso convocazioni nelle rappresentative regionali, oppure potranno essere "segnalati" agli osservatori dei grandi club calcistici.

## Altre gare
Il regolamento della FIGC e le varie norme organizzative federali, dispongono che ogni gara di calcio che si svolge sull'intero territorio nazionale, organizzata in maniera "Ufficiale" o comunque in ogni caso autorizzata dalla stessa FIGC e dalle sue delegazioni periferiche (LNP, LND, ecc), deve essere obbligatoriamente arbitrata da un arbitro associato AIA regolarmente designato dal competente Organo Tecnico.
Per tale motivo, oltre che alle partite del settore giovanile, il dirigente arbitro viene impiegato per garantire la copertura arbitrale a tutte le gare non autorizzate o organizzate dalla FIGC e non è quindi prevista la designazione di un Arbitro AIA.
Ad esempio, il dirigente arbitro può essere impiegato per arbitrare gare di beneficenza, gare amichevoli, tornei o simili, anche di categorie non giovanili, garantendo così la copertura arbitrale per questa tipologia di partite.